# Черников, Иван Егорович
Иван Егорович Черников — мелитопольский городской голова в 1890—1894 и 1902—1906 годах.

## Биография

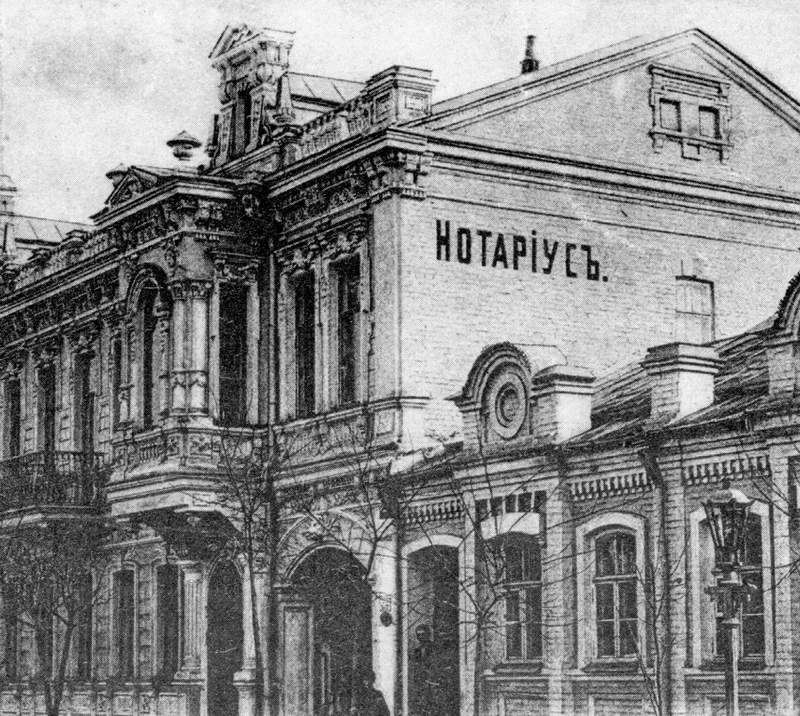
Дом И. Е. Черникова на Торговой улице. Ныне улица Дзержинского, здание вечерней школы № 1

Иван Егорович Черников родился в купеческой семье, и сам стал купцом 2-й гильдии. Его брат Пётр Егорович Черников, также купец второй гильдии, владел банкирским домом в Мелитополе (сейчас в этом здании располагается Мелитопольский краеведческий музей).
Весной 1873 года состоялись первые выборы гласных Мелитопольской городской думы. Одним из 42 избранных гласных стал и Иван Черников, получив 11 голосов «за» и 3 «против».
На четырёхлетия 1890—1894 и 1902—1906 годов Иван Черников избирался мелитопольским городским головой.
В 1892 году указом императора Александра III было введено новое городовое положение, и городское самоуправление претерпело значительные изменения. Евреи теперь не допускались к участию в городских избирательных собраниях. Число гласных в думе из нехристиан было уменьшено до одной пятой. Избирательные собрания были выведены из структуры городского общественного управления, где остались городская дума и городская управа.
18-19 апреля 1906 года в Мелитополе произошёл еврейский погром. По воспоминаниям свидетелей, городской голова на время погрома заперся в своём доме и никого не впускал.

## Память
17 октября 2008 года, при проведении строительных работ в краеведческом музее, был найден тайник с документами Петра Черникова, часть которых имела отношение и к его брату Ивану. После этого в краеведческом музее была представлена экспозиция, посвящённая найденным документам.